# Medzianske skalky
Medzianske skalky este o arie protejată (arie specială de conservare — SAC, sit de importanță comunitară — SCI) din Slovacia întinsă pe o suprafață de 9,5 ha, integral pe uscat.

## Localizare
Centrul sitului Medzianske skalky este situat la coordonatele 49°02′34″N 21°28′32″E / 49.042778°N 21.475556°E.

## Înființare
Situl Medzianske skalky a fost declarat sit de importanță comunitară în aprilie 2004 pentru a proteja 1 specie de plante și 2 specii de animale. Situl a fost protejat și ca arie specială de conservare în martie 2004.

## Biodiversitate
Situată în ecoregiunea alpină, aria protejată conține 1 habitat natural: Pajiști uscate seminaturale și facies de acoperire cu tufișuri pe substraturi calcaroase (Festuco-Brometalia) (* situri importante pentru orhidee).
La baza desemnării sitului se află mai multe specii protejate:
- plante (1): sisinei (Pulsatilla grandis)
- amfibieni (1): izvoraș-cu-burta-galbenă (Bombina variegata)
- nevertebrate (1): Isophya stysi

Pe lângă speciile protejate, pe teritoriul sitului au mai fost identificate 14 specii de plante.